# Gościeszowice
Gościeszowice (niem. Giessmannsdorf; 1946–2002 Gościszowice) – wieś w Polsce, położona w województwie lubuskim, w powiecie żagańskim, w gminie Niegosławice.
W latach 1954–1958 wieś należała i była siedzibą władz gromady Gościszowice, po jej zniesieniu w gromadzie Niegosławice. W latach 1975–1998 wieś administracyjnie należała do województwa zielonogórskiego.
W miejscowym kościele znajduje się ołtarz wykonany przez Mistrza ołtarza z Gościszowic z 1505 roku.
Przy wsi znajduje się zalew utworzony w ciągu Potoku Sucha, który opływa obręb wsi od strony południowo-zachodniej.

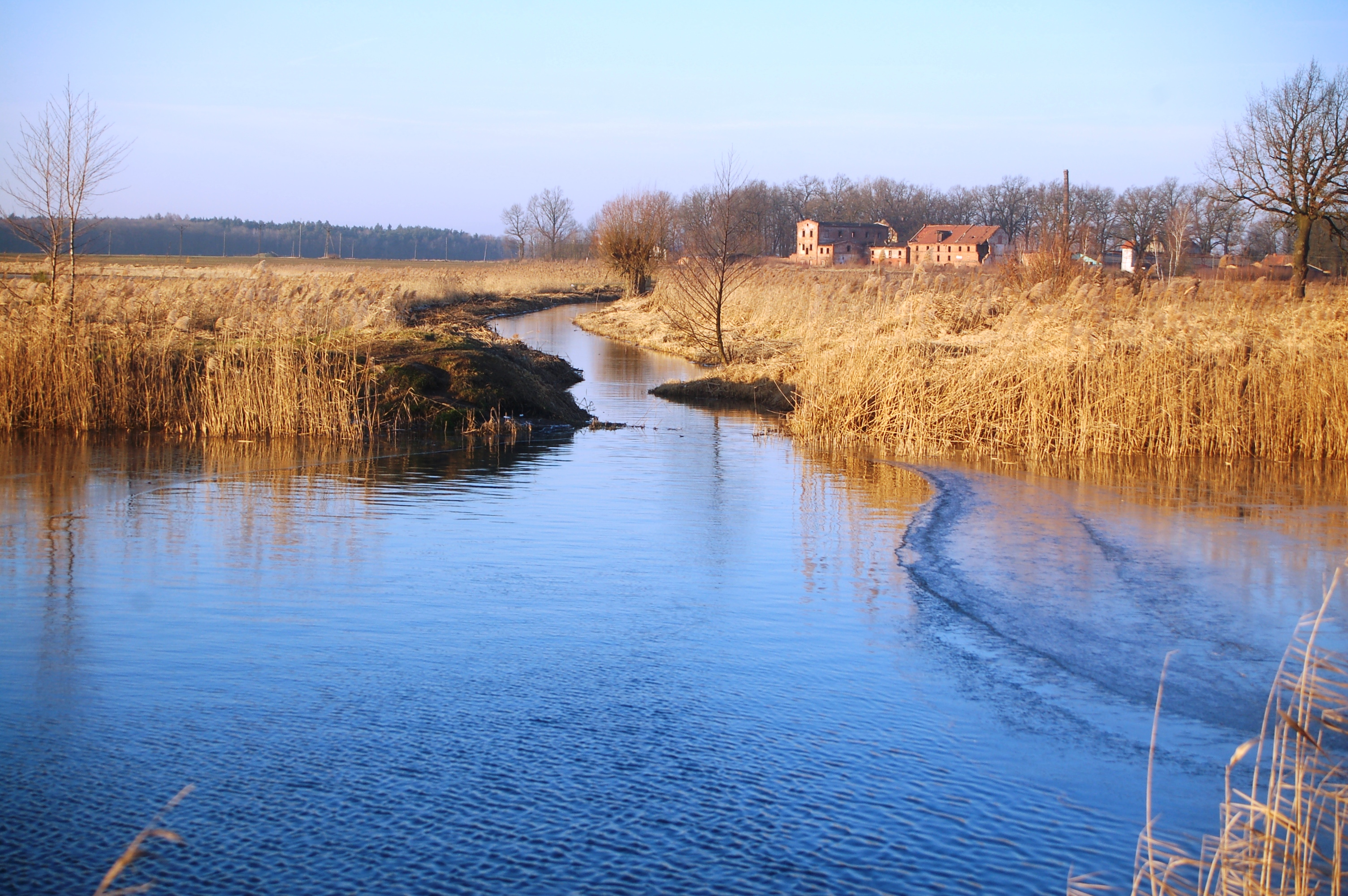
Zalew w Gościeszowicach w ciągu Potoku Sucha

## Nazwa
W księdze łacińskiej Liber fundationis episcopatus Vratislaviensis (pol. Księga uposażeń biskupstwa wrocławskiego) spisanej za czasów biskupa Henryka z Wierzbna w latach 1295–1305 miejscowość wymieniona jest w zlatynizowanej formie Gosvini villa. 16 grudnia 1946 nastąpiło ustalenie nazwy w języku polskim w formie Gościszowice, 1 stycznia 2003 przyjęta została nazwa Gościeszowice.

## Integralne części wsi
| SIMC    | Nazwa       | Rodzaj     |
| ------- | ----------- | ---------- |
| 0911931 | Międzylesie | przysiółek |

## Zabytki
Do wojewódzkiego rejestru zabytków wpisane są:
- kościół filialny pod wezwaniem św. Katarzyny, z XV-XVII wieku
- budynek bramny
- park.